# Perenne
|  | Aquest article tracta sobre les plantes que viuen més de dos anys. Si cerqueu informació sobre les fulles perennes, vegeu «planta perennifòlia». |

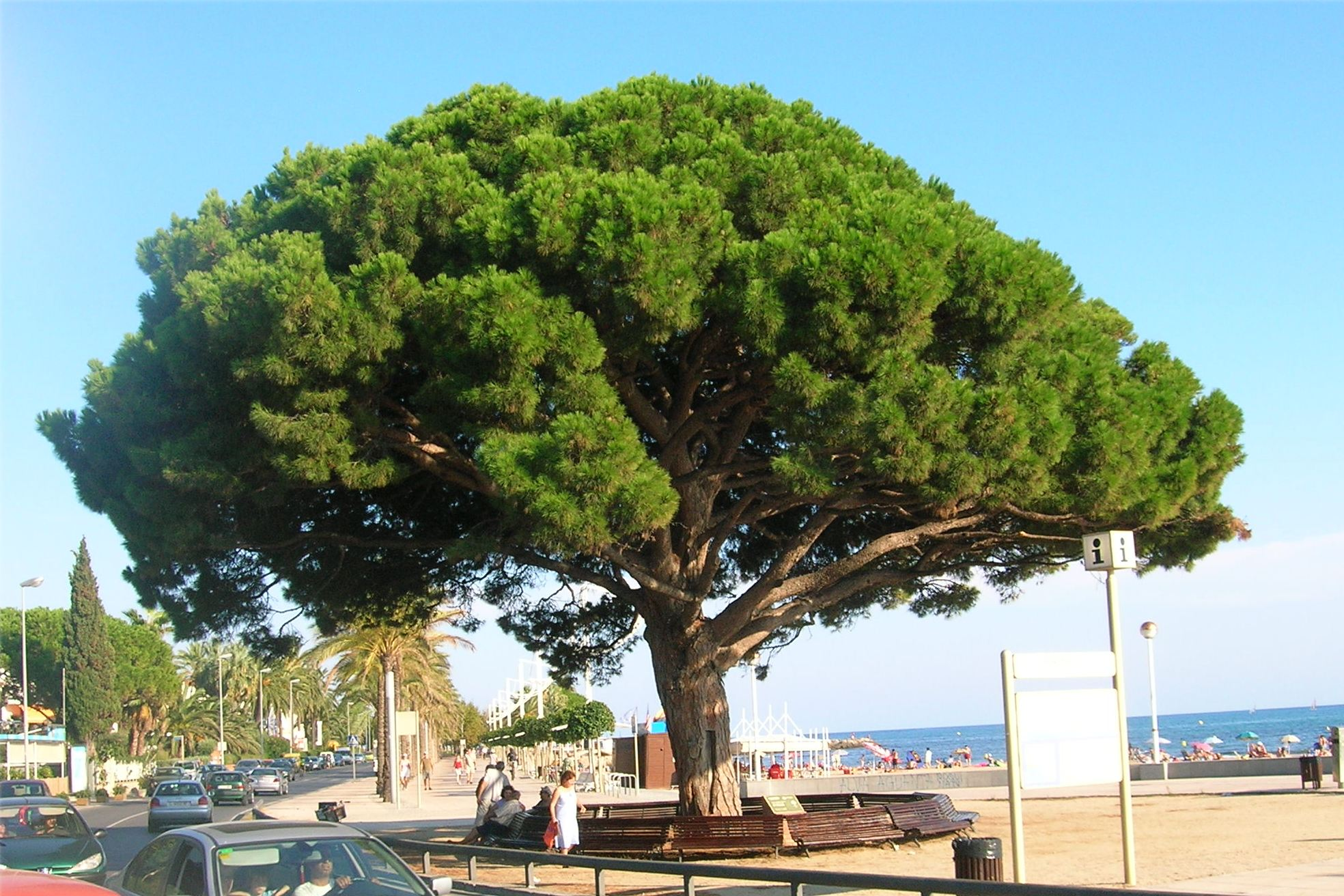
El Pi Rodó de Cambrils, un pi pinyer (Pinus pinea).

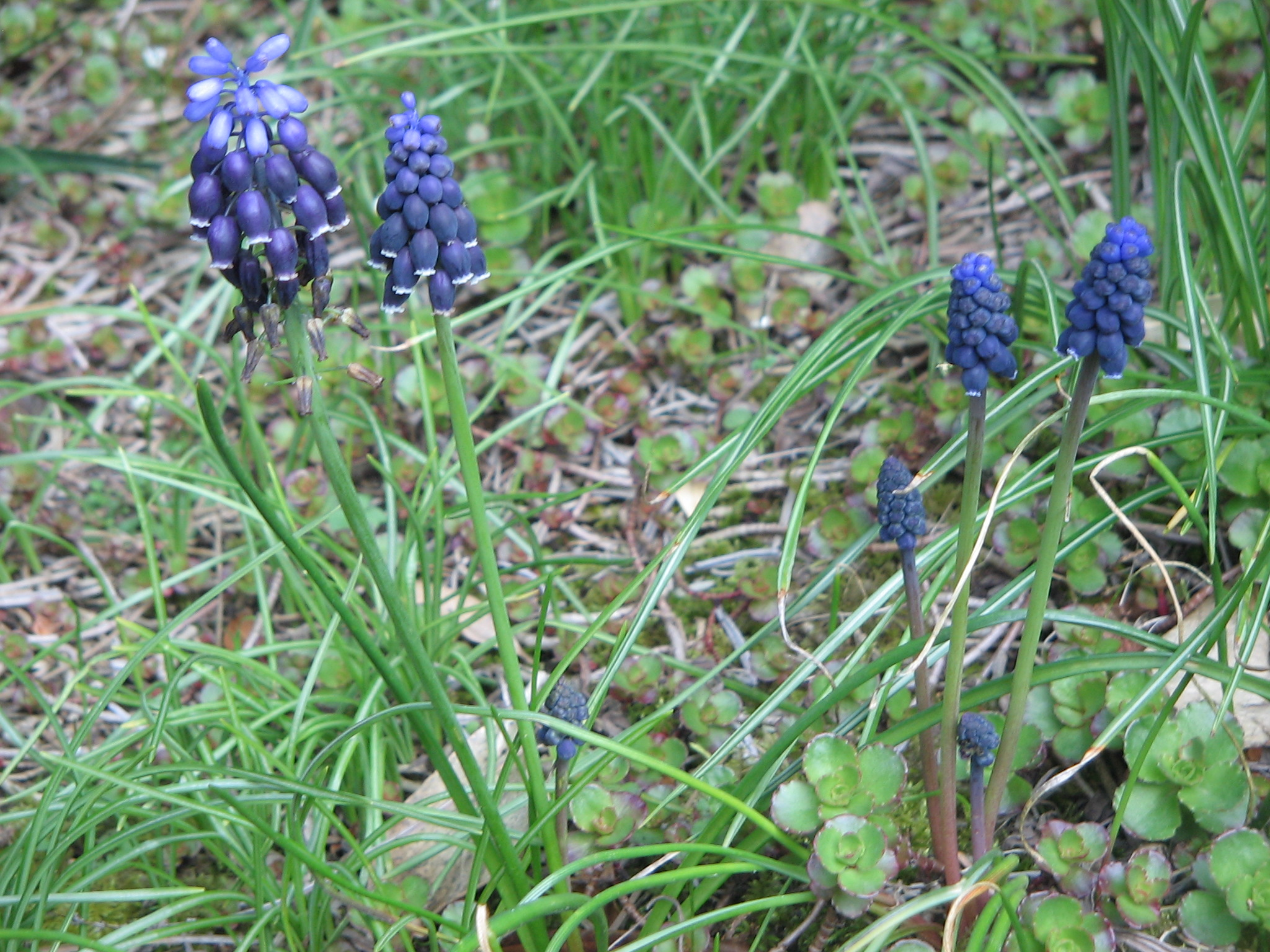
La calabruixa petita (Muscari neglectum), una planta perenne amb bulb que perd la part aèria durant l'hivern.

En botànica, una planta perenne és una planta que viu més de dos anys, el mot serveix per a diferenciar-les de les anuals i de les biennals, que viuen un i dos anys respectivament. Les plantes perennes es reprodueixen moltes vegades, en contrast a les biennals i anuals que només ho acostumen a fer una sola vegada. Les plantes perennes són les més nombroses amb molta diferència.
Les plantes perennes poden viure un nombre indeterminat d'anys, centenars, i en alguns casos, milers d'anys. En el cas del organismes individuals es pot citar el pi Matusalem (Pinus longaeva) amb una edat de més de 4.789 anys, i en el cas de les colònies clonals destaca una de Lomatia tasmanica situada a Tasmània amb una antiguitat de més de 43.000 anys.
A les zones temperades, l'activitat dels meristemes apicals de moltes plantes perennes cessa a la tardor i queden en estat dorment, addicionalment hi hi ha un procés de protecció que implica el creixement de catafil·les, petites fulles, que protegiran les gemmes apicals.
Algunes plantes herbàcies perennes perden les fulles, i fins i tot tota la part aèria, i queden en estat dorment durant els períodes desfavorables. Com a contrapartida tenen tiges subterrànies modificades que serveixen com a magatzem de nutrients i que rebrotaran quan hi hagi un període favorable. Aquests òrgans subterranis modificats poden ser bulbs,  rizomes o tubercles. En català aquest tipus de planta perenne rep el nom de vivaç.